# Eressa stenothyris
Eressa stenothyris är en fjärilsart som beskrevs av Turner 1933. Eressa stenothyris ingår i släktet Eressa och familjen björnspinnare. Inga underarter finns listade i Catalogue of Life.